# Aleksandr Mensjikov
Fyrst Aleksandr Danilovitj Mensjikov (russisk: Алекса́ндр Дани́лович Ме́ншиков (født 16. november (6. november efter den gregorianske kalender) 1673, død 23. november (12. november efter den gregorianske kalender) 1729) var en russisk statsmand, hvis officielle titler bl.a. var Generalissimus, Fyrste af Det Russiske Imperium og Hertug af Ingermanland og Fyrste af Det Hellige Romerske Rige. Mensjikov var en højt betroet rådgiver og ven med den russiske zar Peter den Store og var de facto regent af Rusland i to år under Katarina 1.'s regeringstid.

## Opvækst og militærkarriere
Mensjikov blev født den 16. november (6. november efter den gregorianske kalender) 1673 i Moskva. Historikeren Paul Bushkovitch hævder, at Mensjikov ikke var af adelig familie og at han højst sandsynligt var søn af tjenestefolk, der gjorde tjeneste i zarens stalde Han gjorde et fint indtryk på Franz Lefort, en af Peter den Stores nærmeste, der tog den unge mand i sin tjeneste og som senere introducerede ham til Peter. Da Lefort døde i 1699, blev Mensjikov blandt Peters foretrukne og fortrolige, og efter Fjodor Golovins død i 1706 Peters nærmeste.
Mensjikov deltog Azovfelttogene (1695–1696) mod Osmannerriget. Under zar Peter den Stores første udlandsrejse det følgende år arbejdede Mensjikov ved Peters side på skibsværfterne i Amsterdam, hvor han lærte om skibsbygning og tillige lærte nederlandsk og tysk. Han gjorde tjeneste under Boris Sjeremetev, der var øverstkommanderende under tilbagetoget under Den Store Nordiske Krig mod Karl den 12. i 1708, og deltog senere i krigen i Slaget ved Holowczyn, massakren i hétman Ivan Mazepas hovedstad Baturina i 1708 og i det afgørende slag ved Poltava den 8. juli (27. juni) 1709, hvor han efter slaget blev hædret med titlen som feltmarskal.

## Korruption
Under Den Store Nordiske Krig deltog Mensjikov i felttogene i Kurland, Holstein og Pommern, men som udpeget generalguvernør i Ingermanland fik han overdraget ansvar for også den civile administration med næsten ubegrænset magt. Mensjikov havde en god forståelse for Peter den Stores reformer og vær en nær rådgiver for og personlig ven med zaren, men han udnyttede den tildelte magt og anvendte sin position til egen personlig vinding. Hver gang Peter den Store vendte hjem til hoffet blev han mødt med historier om Mensjikovs berigelser af zarens ejendom."
Den første alvorlige hædelse fandt sted i 1712, da Peter blev gjort bekendt med Mensjikovs plyndringer i Polen, hvor Mensjikov havde medvirket til og tilladt omfattende korruption i hæren og i civilstyret. Peter gav en "sidste advarsel", men allerede i 1713 blev det afsløret, at Mensjikov havde bedraget zaren for 100.000 rubler. Mensjikov reddede sit liv, da han pludselig blev alvorligt syg, og da han var kommet sig over sin sygdom, lod zaren sin medfølelse for Mensjikov overvinde ønsket om straf for bedrageriet. I det sidste år af Peter den Stores regeringstid kom flere beskyldninger mod Mensjikov frem, og han blev tvunget til at søge beskyttelse hos Peters senere efterfølger Katarina. Gennem Mensjikovs og kollegaen Pjotr Tolstojs indsats blev Katarina indsat som regerende kejserinde af Rusland i 1725. Mensjikovs var tilhænger af Peter den Stores principper for regeringsførelse, og indså, at indsættelsen af Katarina var den eneste reelle mulighed for, at disse principper kunne blive videreført. Indsættelsen af hende sikrede videreførelsen af Peters progressive linje, og - ikke mindst - sikkerhed for Mensjikov og hans formue, som han havde skaffet sig på tvivlsom vis.

## Storhed og fald
Under kejserinde Katarina 1.'s korte regeringstid (1725-27) var Mensjikov i praksis Ruslands regent. Han forfremmede sig selv til den højeste militære rang generalissimus, og var den eneste russer, der bar fyrstetitlen. Da han afsluttede bygningen af Mensjikov-paladset i Sankt Petersborg ved Nevaens bred (i dag en del af Ermitagemusset), ønskede Mensjikov at gøre Oranienbaumpaladset til hovedstad i sit kortlivede fyrstendømme. Pusjkin omtalte i et af sine digte Mensjikov som "halv-zar".
Efter kejserinde Katarinas død i 1727 forsøgte han at sikre sin forbliven ved magten ved brug af et forfalsket testamente og et statskup. Mensjikovs kollega Pjotr Tolstoj ønskede Elisabeth Petrovna på tronen, men Mensjikov fik i stedet indsat den unge Peter 2., søn af tsesarevitj Aleksej Petrovitj, hvor Mensjikov kunne fortsætte som Peter 2.'s formynder indtil han blev myndig.
Mensjikov forsøgte nu at konsolidere sin position ved at bortgifte sin datter Maria til Peter 2. Men den gamle adel, repræsenteret ved familierne Dolgorukov og Galitzine, forenede sig mod ham, og Mensjikov blev væltet og herefter frataget alle titler og forvist fra hovedstaden den 20. september (9. september greg.) 1727. Han fik kort efter konfiskeret sin enorme formue og blev med sin familie forvist til Berjozovo i Siberien, hvor han døde den 23. november (12. november greg.) 1729. Mensjikovs hustru Darja Mikhailovna døde på vejen til eksil i 1728 nær Kazan. I Berjozovo byggede Mensjikov en trækirke, hvor han begravede sin ældste datter, Maria, der døde af kopper under eksilet. Mensjikovs øvrige børn vendte senere tilbage til hoffet i Sankt Petersborg.

## Paladser
- Mensjikov-paladset i Lomonosov
- Mensjikov-paladset i Sankt Petersborg